# Asellia
Asellia är ett släkte av fladdermöss som ingår i familjen rundbladnäsor (Hipposideridae).

## Arter och utbredning
Arter enligt Catalogue of Life:
- Asellia patrizii, lever i Etiopien och Eritrea.
- Asellia tridens, förekommer i norra Afrika, på Arabiska halvön och i sydvästra Asien fram till södra Pakistan.

I samband med en revision året 2011 klassificerades två populationer av Asellia tridens som arter, Asellia italosomalica och Asellia arabica. De nya arterna listas sedan 2017 av IUCN.

## Utseende
Individerna når en kroppslängd (huvud och bål) av 46 till 62 mm och en svanslängd av 16 till 29 mm. De väger 6 till 10 g. Pälsens färg varierar mycket mellan olika populationer. Vissa är ljusgrå med rosa skugga och andra är orangebrun till gulaktig. Kring näsan förekommer flera hudflikar (blad) med ett hästskoformat blad i mitten. Arterna har stora nästan nakna öron.

## Ekologi
Dessa fladdermöss vistas i öknar, torra gräsmarker och bergstrakter. De vilar i grottor eller i andra naturliga håligheter, ofta i oaser. Vid viloplatsen bildas kolonier med några hundra till 5000 medlemmar. De vilar ibland tillsammans med Kuhls fladdermus (Pipistrellus kuhlii) eller arter av släktena Coleura respektive Triaenops. I gömstället kan de uthärda temperaturer upp till 38 °C. Populationer i norra Irak håller cirka två månader vinterdvala. Vanligen jagar flockar av cirka 20 djur tillsammans.
Upphittade honor var dräktiga med en unge. Dräktigheten uppskattas vara nio till tio veckor. Ungarna diar sin mor antagligen 40 dagar.

## Status
Arterna störs ibland vid viloplatsen och de påverkas negativ av pesticider som används vid jordbruket. Hela beståndet är inte hotat och Asellia patrizii samt Asellia tridens listas av IUCN som livskraftig (LC). De nya arterna listas med kunskapsbrist (DD).